# Ourapteryx amphidoxa
Ourapteryx amphidoxa är en fjärilsart som beskrevs av Eugen Wehrli 1939. Ourapteryx amphidoxa ingår i släktet Ourapteryx och familjen mätare. Inga underarter finns listade i Catalogue of Life.